# St. Bernard's Football Club
El St. Bernard's Football Club fue un club de fútbol de Escocia, con sede en Edimburgo. Fue fundado en 1878 y desapareció en 1943.

## Historia
Fue fundado en el año 1878 en la ciudad de Edimburgo con el nombre Third Edinburgh Rifle Volunteers en relación con el movimiento territorial en el país durante la época victoriana.
El club fue uno de los involucrados en la formación de la Scottish Premier League en 1890, pero no formaron parte de la temporada inaugural a causa de que no fueron elegidos miembros de la liga por no haber sido aceptada su inclusión por los demás equipos participantes, y la Scottish Premier League los deshabilitó por carecer de profesionalismo. Entonces los fundadores del club decidieron inscribir a otro club bajo el nombre de Edimburgh Saints, los cuales iban a disputar un partido ante el Renton FC, partido no reconocido por la Scottish Premier League y que vieron como una manera de desafiar a la liga, por lo que ambos equipos fueron des-afiliados.
Fue hasta 1892 que el St. Bernard's decide afiliarse a la Scotiish Premier League y fueron admitidos en la Primera División de Escocia, terminado en su temporada de debut en el tercer lugar.

### Campeonato de Copa y Embate de Edimburgo
El año 1895 fue un año bastante positivo para los equipos de Edimburgo, ya que el Heart of Midlothian FC ganó el título de liga por primera vez, el Hibernian FC consigue el ascenso a la Liga Premier de Escocia por primera ocasión y el St. Bernard's ganó el título de la Copa de Escocia al vencer en la final al Renton FC el 20 de abril.
Tristemente para el St. Bernard's los equipos que comenzaban a tomar relevancia en Edimburgo comenzaron a tomar distancia que se reflejaba en la cantidad de aficionados entre los equipos,lo cual hacía que disminuyeran los ingresos del club, que trajo como consecuencia que otros equipos les arrebataran jugadores por no tener recursos suficientes para retenerlos, perdiendo en las semifinales de la Copa de Escocia de 1896 ante el Hearts, y que disputaron la final en la sede del St. Bernard's en donde el Hearts enfrentó al Hibernian en la única final de la Copa de Escocia jugada fuera de Glassgow.
En 1900 el club desciende de categoría al perder ante el St Mirren FC, pero lo peor para el club fue que en 1903 fue cuando su benefactor financiero William Lapsley muriera a causa de un accidente cuando su vehículo chocara y se volcara.

### Resurgimiento
En 1924 se unieron a la Liga Central considerada rebelde por la Scottish Premier League, liga que permitía el ascenso y descenso de clubes sin necesidad de pedir admisión el la liga, lo que mostró la resurrección del club.
Durante el periodo de la Gran Depresión, el club mostró un lado innovador contratando futbolistas desempleados con trabajos relacionados al club.

### Últimos años
El club formando parte de la Segunda División de Escocia en 1935, se convirtió en un rival que atacaba constantemente en una temporada en la que anotaron 100 goles, pero sin lograr el ascenso. Tres años después llegaron a las semifinales de la Copa de Escocia en donde fueron eliminados por el East Fife FC.
Durante la Segunda Guerra Mundial el fútbol de Escocia fue reorganizado en Liga Regionales, por lo que podían enfrentar a sus rivales del Hearts y Hibernian, pero la liga se vino abajo por culpa del Aberdeen FC que decidió que el Hearts y el Hibernian jugaran en la Liga de Glassgow junto a los equipos importante de la capital. Cuando la liga de este fue resucitada en 1942, St. Bernard's y Leith Athletic FC barrieron la liga que mostró un pobre nivel, jugando su último partido el 16 de mayo de 1942 ante el East Fife FC con derrota en casa por marcador de 2-3, cerrando operaciones a causa de la Segunda Guerra Mundial como otros varios equipos escoceses.
Al terminar la guerra el club fue incluido en la fase clasificatoria de la Copa de Escocia de 1946 ante el Abercorn FC, pero ese partido nunca se jugó, oficializando la desaparición del club tres años atrás.
El club jugó siete temporadas en la Primera División de Escocia donde disputaron 126 partidos con 45 victorias, 12 empates y 69 derrotas, anotaron 252 goles y recibieron 323.

## Estadio
- The Meadows (1874-76)
- Powburn Park (1876-78)
- John Hope's Park (1878-80)
- Royal Gymnasium Ground (1880-83; 1901-16; 1924-43)
- New Powderhall (1883-89)
- New Logie Green (1889-1901)
- Old Logie Green (1916-24)

## Palmarés

### Torneos nacionales
- Copa de Escocia (1): 1894-95
- Segunda División de Escocia (2): 1900-01, 1906-07